# سة باية زيارت غنبد
سة باية زيارت غنبد (بالفارسية: سه‌پایه زیارت گنبد) هي قرية تقع في قسم دلغان الريفي (مقاطعة دلغان) في إيران. يقدر عدد سكانها بـ 542 نسمة .